# (9321) Alexkonopliv
(9321) Alexkonopliv est un astéroïde de la ceinture principale.

## Description
(9321) Alexkonopliv est un astéroïde de la ceinture principale. Il fut découvert le 5 janvier 1989 à Chiyoda par Takuo Kojima. Il présente une orbite caractérisée par un demi-grand axe de 3,11 UA, une excentricité de 0,26 et une inclinaison de 4,3° par rapport à l'écliptique.

## Compléments